# Frontières de l'Inde

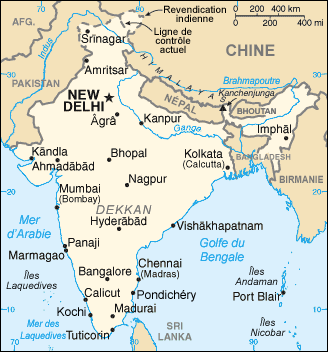
Carte de l'Inde avec ses pays voisins

Les frontières de l'Inde sont constituées de frontières terrestres et maritimes avec dix pays.

## Frontières

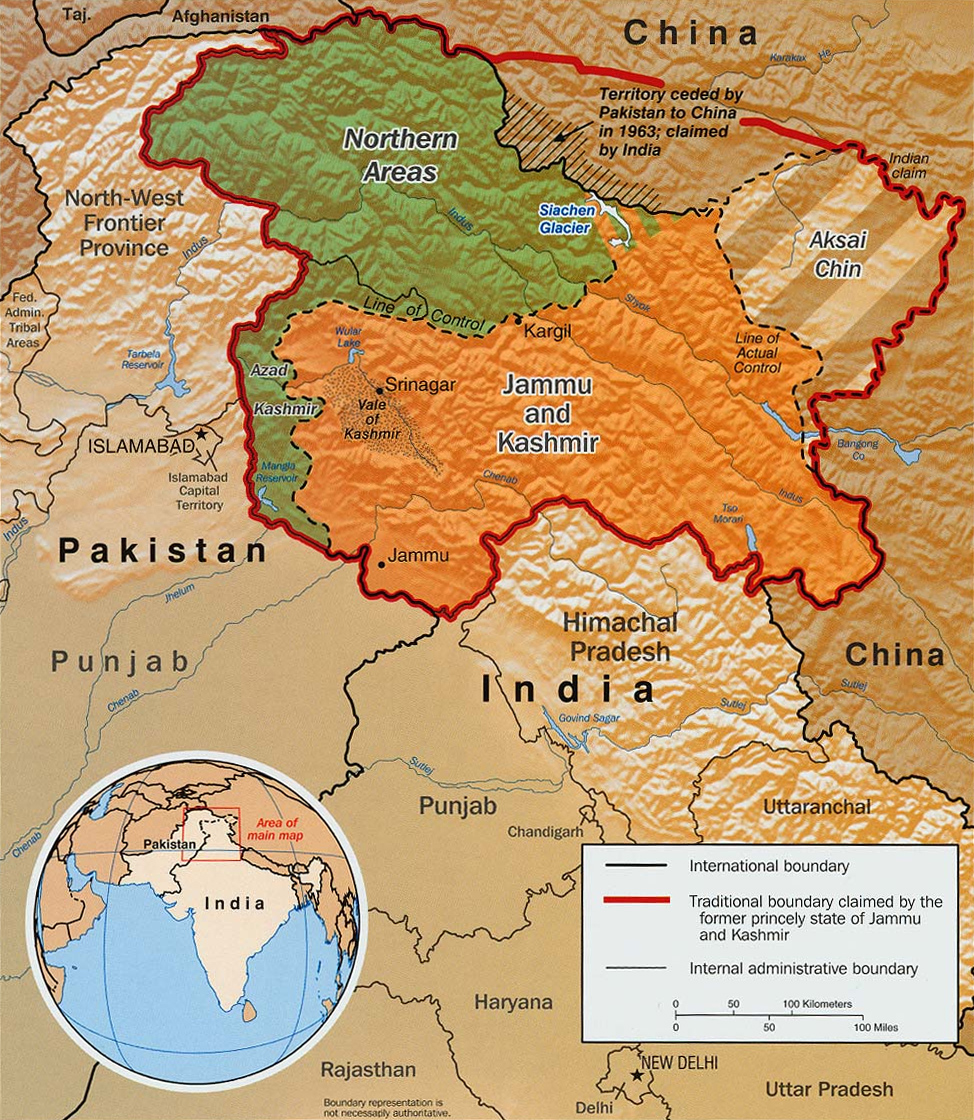
Frontière contestée entre l'Inde, la Chine et le Pakistan dans la région du Cachemire.

L'Inde a des frontières terrestres avec le Bhoutan, la Chine et avec le Népal. Elles sont contestées à plusieurs endroits dans l'Himalaya, notamment en ce qui concerne le conflit du Cachemire impliquant le Pakistan et la Chine concernant l'Azad Cachemire, le Gilgit-Baltistan, l'Aksai Chin et la vallée de Shaksgam ou encore avec le Népal concernant les territoires de Kalapani et de Susta.
Les frontières avec le Bangladesh, la Birmanie et le Pakistan sont à la fois terrestres et maritimes.
Les frontières avec l'Indonésie, les Maldives, le Sri Lanka et la Thaïlande sont exclusivement maritimes.

### Enclaves et exclaves
Il existe de nombreuses enclaves indo-bangladaises le long de la frontière entre l'Inde et le Bangladesh. Il existait même jusqu'en 2015 une enclave de troisième ordre : Dahala Khagrabari.

## Historique
Les frontières de l'Inde ont été négociées entre le Royaume-Uni, la Chine et le Tibet en 1914 lors de la convention de Simla.